# Баруэн, Франсуа
Франсуа Клод Пьер Рене Баруэ́н (фр. François Claude Pierre René Baroin, род. 21 июня 1965, Париж) — французский политик и государственный деятель, министр экономики, финансов и промышленности Франции с 29 июня 2011 года по 10 мая 2012 год, сменил на посту Кристину Лагард, ставшую директором-распорядителем Международного валютного фонда. Бывший министр бюджета Франции (2010—2011), короткое время был министр внутренних дел Франции в правительстве де Вильпена (2007), заменив Николя Саркози, когда тот подал в отставку для участия в президентских выборах. Мэр Труа с 1995 года. Окончил Высший институт управления при университете Пантеон-Ассас.
С 1 октября 2014 года — сенатор Франции от департамента Об.
В 2014 году возглавил Ассоциацию мэров Франции, 1 октября 2017 года отказался от мандата сенатора ввиду вступления в силу запрета на совмещение должностей, а на 100-м съезде АМФ 21-23 ноября 2017 года переизбран её главой.

## Личная жизнь
В 1991 году женился на журналистке Валери Брокисс, у них трое детей. После развода состоял в отношениях с телеведущей Мари Дрюкер. С 2008 года состоит в отношениях с Мишель Ларок.